# Nikola Pašić

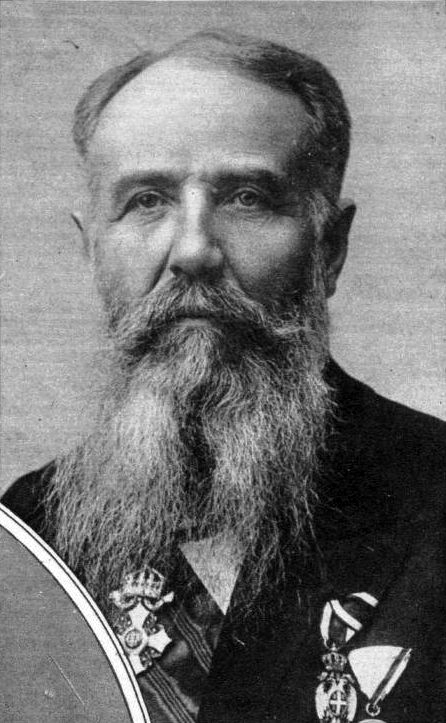
Nikola Pašić

Nikola Pašić (Servisch: Никола П. Пашић) (Zaječar, 1 januari 1845 – Belgrado, 10 december 1926) was een Servisch (later Joegoslavisch) premier.
Nikola Pašić werd in zijn jeugd beïnvloed door het opkomend Zuid-Slavisch nationalisme en het anarchisme van Pjotr Kropotkin en Michail Bakoenin. In 1878 werd Pašić in de Skupština, het Servisch parlement gekozen. In 1881 richtte hij met medestanders de Radicale Partij op. Deze partij streefde naar een Groot-Servië, later geformuleerd als Zuid-Slavisch Rijk, met een dominante positie voor het Servische koninkrijk. De Radicale Partij was opgezet als een progressieve en sociale partij, maar werd later een conservatieve en autoritaire partij met een sterke centralistische tendens.
In 1883 kwam Pašić in botsing met koning Milan I Obrenović. Sindsdien steunde hij het rivaliserende vorstengeslacht Karađorđević. In 1889 werd Pašić voorzitter van de Skupština. Van februari 1891 tot augustus 1892 was hij voor de eerste keer premier van Servië.
In 1893 vertrok hij voor twee jaar als gezant naar Sint-Petersburg. Hij bouwde uitstekende contacten op met het Russische hof en de politici, vooral die Russische politici die voorstanders waren van een pan-Slavische politiek.
Na de moord op de laatste koning van het geslacht Obrenović in 1903 en na de troonsbestijging van de liberale koning Peter I, werd Pašić de leidende politicus in Servië. Van 1904 tot 1905 en van 1906 tot 1908 was hij opnieuw minister-president. In 1909 werd hij opnieuw premier en bleef dat (met een korte onderbrekingen) tot 1918.
Na de moord op de Oostenrijk-Hongaarse troonopvolger Frans Ferdinand in juni 1914 door Bosnisch-Servische nationalisten werd Servië hier door Oostenrijk-Hongarije verantwoordelijk voor gehouden. In 1915 werd het grootste deel van Servië door Oostenrijk-Hongarije bezet. Van 1915 tot 1918 verbleef Pašić met zijn regering op het Griekse eiland Korfoe. Op Korfoe onderhandelde hij met Montenegrijnse, Kroatische en Sloveense politici over de stichting van een Zuid-Slavisch Koninkrijk onder het huis Karađorđević. In oktober 1918 verklaarde een Joegoslavisch Congres zich akkoord met de stichting van het Zuid-Slavisch Koninkrijk. Op 1 december 1918, na de Eerste Wereldoorlog, kwam het koninkrijk tot stand.
In 1918, van 1921 tot 1922 en van 1924 tot 1926 was Pašić premier van het Zuid-Slavisch Koninkrijk (voorloper van Joegoslavië). Pašić maakte van het land een gecentraliseerde eenheidsstaat met een dominerende positie voor Servië. Dit leidde tot ernstige conflicten.
Pašić, een van de grondleggers van Joegoslavië (1918-2003), overleed op 80-jarige leeftijd in Belgrado.